# Le Haillan
Le Haillan is een gemeente in het Franse departement Gironde (regio Nouvelle-Aquitaine). De plaats maakt deel uit van het samenwerkingsverband Bordeaux Métropole en het arrondissement Bordeaux. Le Haillan telde op 1 januari 2022 11.499 inwoners.

## Geografie
De oppervlakte van Le Haillan bedroeg op 1 januari 2022 9,26 vierkante kilometer; de bevolkingsdichtheid was toen 1.241,8 inwoners per km².

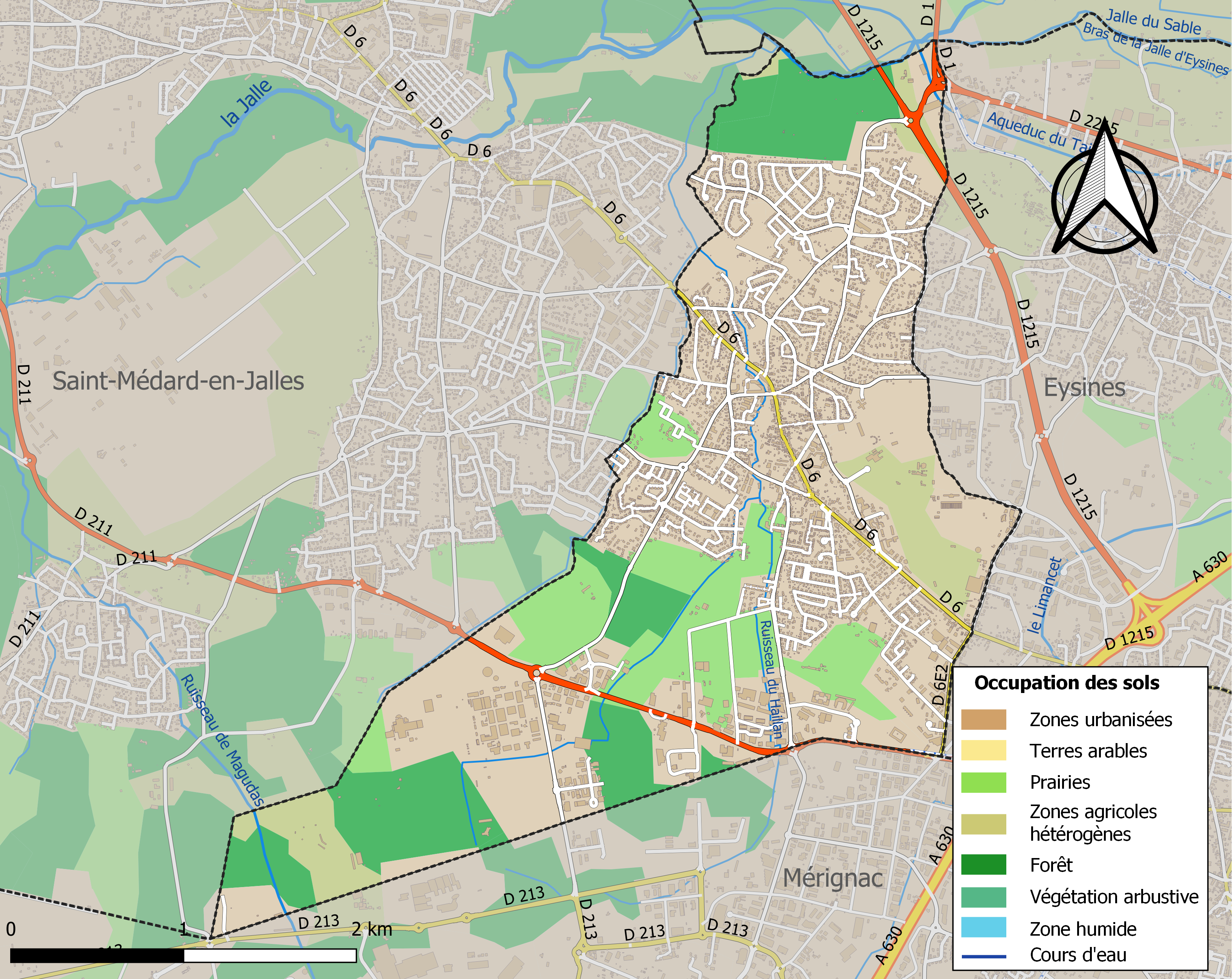
Kaart van de gemeente met belangrijkste infrastructuur, bodemgebruik en omliggende gemeenten

## Demografie
Onderstaande figuur toont het verloop van het inwonertal (bron: INSEE-tellingen).